# ジヒドロメチスチシン
ジヒドロメチスチシン (Dihydromethysticin) は、カヴァに含まれる6つの主なカヴァラクトンのうちの1つである。

## 薬理学
ジヒドロメチスチシンは、デスメトキシヤンゴニンと同様に、CYP3A23を誘導する作用を持つ。
ジヒドロメチスチシンもメチスチシンも肝臓の酵素CYP1A1を誘導し、これがベンゾピレンの代謝を通じて、非常に発がん性の高いベンゾピレン-7,8-ジヒドロジオール-9,10-エポキシドの身体内での量を上昇させる。

ベンゾピレンの代謝により、発がん性の高いベンゾピレン-7,8-ジヒドロジオール-9,10-エポキシドが生産される。

In vitroでは、ジヒドロメチスチシンは、鎮痛剤、抗てんかん薬、抗不安薬としての効果を持つ。GABAA受容体の正のアロステリックモジュレーターおよびモノアミンオキシダーゼBの可逆的阻害薬として作用することが分かっている。